# Therippia affinis
Therippia affinis là một loài bọ cánh cứng trong họ Cerambycidae.